# Frank Ackerman
Frank Ackerman (* 17. Oktober 1946 in Madison, Wisconsin; † 15. Juli 2019) war ein US-amerikanischer Wirtschaftswissenschaftler.

## Wissenschaftlicher Werdegang
Ackerman erlangte 1975 seinen Ph.D. an der Harvard-Universität. Danach lehrte und forschte er u. a. an der Universität von Massachusetts in Amherst und Boston, an der Tufts-Universität und am Stockholm Environment Institute US Center. Seine Forschungsinteressen richteten sich insbesondere auf die Umweltökonomie und die wirtschaftlichen Aspekte des Klimawandels. In der wissenschaftlichen Debatte galt Ackerman als Kritiker der Anwendung von Kosten-Nutzen-Analysen in der Umweltpolitik. Er hat federführend an zahlreichen Studien für NGOs und staatliche Institutionen, einschließlich des EU-Parlaments, mitgewirkt.
Ackerman war Mitbegründer und Leiter des Lenkungsausschusses von Economics for Equity and the Environment Network (E3 Network). Er war außerdem Mitbegründer und Herausgeber der Zeitschrift Dollars & Sense.

## Schriften
- Why do we Recycle. Markets, Values, and Public Policy. Island Press, 1997.
- The Political Economy of Inequality (als Herausgeber). Island Press, 2000.
- Priceless: On Knowing the Price of Everything and the Value of Nothing (mit Lisa Heinzerling). New Press, 2004.
- Poisoned for Pennies: The Economics of Toxics and Precaution. Island Press, 2008.
- Can We Afford the Future? The Economics of a Warming World. Zed Books, 2008.
- Climate Protection and Development. Bloomsbury Academic, 2012.
- Climate Economics: The State of the Art (mit Elizabeth A. Stanton). Routledge, 2013.